# Марина Чутурило Хелман
Марина Чутурило Хелман (Брус, 1956 — 20. децембар 2011) била је српски и југословенски сценограф.

## Биографија
Дипломирала је архитектуру.
Сарађивала је са свим значајним српским и југословенским редитељима.
Уочи грађанског рата у Југославији сели се у Милхајм а потом и Вупертал. Године 1994. постаје слободни уметник.
Радила је у неколико градова Немачке, Швајцарске, Белгије, као и у Сирији и другим државама.
У иностранству је реализовала око 100 позоришних представа.
Чутурило Херман је предавала сценографију на Академији за музику и театар у Хамбургу, одсек за режију.
Од 2007. она је радила сценографију за традиционални тематски оперски бал у Хановеру.
Бавила се и режијом.

## Награде
- Две Стеријине награде[4]
- Два златна ловорова венца на МЕСС-у[4]

## Театрографија
- ПСЕЋЕ СРЦЕ, 17.02.1979, Београд, Атеље 212
- Хакимове приче из 1001 ноћи, 22.05.1979, Београд, Позориште „Бошко Буха”
- Новогодишња комедија, 22.12.1982, Београд, Позориште 'Бошко Буха'
- ВЕЧЕРАС ИМПРОВИЗУЈЕМО, 13.05.1983, Београд, Београдско драмско позориште
- Балкански шпијун, 31.05.1983, Приштина, Народно позориште - Српска драма
- ПРИЧЕ ИЗ БЕЧКЕ ШУМЕ, 05.11.1983, Београд, Атеље 212
- Мефисто, 09.12.1983, Београд, Народно позориште у Београду
- Протекција, 27.03.1984, Нови Сад, Српско народно позориште
- Кад су цветале тикве, 08.06.1984, Београд, Народно позориште
- Дивљи лабудови, 05.10.1984, Београд, Позориште 'Бошко Буха'
- ЛЕПОТИЦА И ЗВЕР У ПОДРУМУ, 09.11.1984, Београд, Атеље 212
- Страх и нада Надежде Мандељштам, 26.01.1985, Сомбор, Народно позориште
- Летњи дан, 02.02.1985, Сомбор, Народно позориште
- Анера, 07.02.1985, Нови Сад, Новосадско позориште - Újvidéki színház
- МЕТАСТАБИЛНИ ГРААЛ, 28.03.1985, Београд, Атеље 212
- Нечастиви на филозофском факултету, 01.04.1985, Београд, Звездара театар
- Спаљивање удовица, 20.04.1985, Београд, Народно позориште
- ИВОНА, БУРГУНДСКА КНЕГИЊА, 01.10.1985, Београд, Београдско драмско позориште
- Како засмејати господара, 06.12.1985, Београд, Народно позориште
- Кћи пука, 11.01.1986, Београд, Народно позориште
- Коштана - Сан крик, 16.01.1986, Нови Сад, Српско народно позориште
- Пер Гинт, 22.02.1986, Београд, Југословенско драмско позориште
- Сеобе, 15.11.1986, Београд, Југословенско драмско позориште
- У агонији, 05.02.1987, Београд, Звездара театар
- Нећемо о политици, 14.02.1987, Сомбор, Народно позориште
- Госпођа Колонтај, 25.03.1987, Београд, Југословенско драмско позориште
- Буђење пролећа, 06.05.1987, Београд, Југословенско драмско позориште
- Како засмејати господара, 02.10.1987, Сомбор, Народно позориште
- ТРИНАЕСТ БОЖИЈИХ ТРИЧАРИЈА, 06.12.1987, Београд, Београдско драмско позориште
- Лажи кажи кабарем, 23.01.1988, Београд, Позориште „Душко Радовић” Београд
- БААЛ, 16.04.1988, Београд, Југословенско драмско позориште
- Шта то Кабуш погрешно ради, 18.05.1988, Београд, Југословенско драмско позориште
- Три чекића (о српу да и не говоримо), 22.10.1988, Нови Сад, Српско народно позориште
- КРАЈНОСТИ, 18.01.1989, Београд, Београдско драмско позориште
- Срце од рубина, 20.03.1989, Београд, Позориште на Теразијама
- Дозивање птица, 07.04.1989, Београд, Југословенско драмско позориште
- Дибук, 07.09.1989, Београд, Југословенско драмско позориште
- Пешице, 22.09.1989, Сомбор, Народно позориште
- ТАНГО, 08.11.1989, Београд, Београдско драмско позориште
- Звезда на челу народа, 21.11.1989, Вршац, Народно позориште 'Стерија'
- Вадисрце, 03.12.1989, Београд, Позориште 'Бошко Буха'
- Луд од љубави, 12.05.1990, Нови Сад, Српско народно позориште
- Сирано де Бержерак, 22.03.1991, Београд, Народно позориште
- Електра, 07.10.2000, Подгорица, Црногорско народно позориште
- Партy тиме, 07.10.2000, Подгорица, Црногорско народно позориште
- Дон Жуан се враћа из рата, 07.10.2000, Подгорица, Црногорско народно позориште
- ЕВЕРYМАН/СВАКО, 13.12.2003, Београд, Атеље 212